# Acanthogorgia incrustata
Acanthogorgia incrustata är en korallart som beskrevs av Kükenthal 1919. Acanthogorgia incrustata ingår i släktet Acanthogorgia och familjen Acanthogorgiidae. Inga underarter finns listade i Catalogue of Life.